# 東久邇宮家旧蔵本源氏物語
東久邇宮家旧蔵本源氏物語（ひがしくにのみやけきゅうぞうほんげんじものがたり）とは、源氏物語の写本のこと。本写本はかつて東久邇宮家の所蔵であったと伝えられているためにこの名称で呼ばれている。

## 概要
本写本は54帖の揃い本である。現在は国立国会図書館の所蔵。写本の遊紙に押された日付印により1970年（昭和45年）2月7日の受納とされる。本写本は「東久邇宮家旧蔵本」であると伝えられてはいるものの、本写本自体にそのことを証するような蔵書印なども無く、また本写本の伝来を識す文書等も存在しない。美しい模様が描かれた紙に書かれており、校訂の跡や注釈の記載は無く、本文のみが記されている。奥書・識語は無く、書写者は不明。本写本の本文は青表紙本系統であり、青表紙本系統の写本中では独自異文も含まれるものの、三条西家本に最も近いとされる。現在までのところ、本写本の影印本・翻刻本は作成されておらず、校本への採用もない。130本以上の源氏物語の写本の情報を集めている池田亀鑑編『源氏物語事典 下巻』に収録されている大津有一「諸本解題」にも触れられておらず、これまで本格的な調査研究をされることが無かったが、近年本写本が少なくともその一部で特異な本文を持つことが注目され、「新出の善本」として紹介されるようになっている。

## 紫上の父親の官職表記
紫上の父親である宮について、同人が兵部卿宮から式部卿宮になるのは少女巻（光源氏33歳）であり、実際例えばそれ以前の「澪標」巻（光源氏28歳から29歳）や「絵合」巻（光源氏31歳）では「兵部卿宮」となっているのであるが、それよりさらに前の蓬生巻（光源氏28歳）でも当然「兵部卿宮」となっていないとおかしいところであるが、ここでは青表紙本をはじめとするほとんどの写本で「式部卿宮」と表記されており、古くからこれを「不審である」とされてきており、古くから知られている写本では肖柏本のみが「兵部卿宮」となっており、御物本・池田本・三条西家本は「式」に「兵」を併記している。このような本文状況を元に玉上琢弥はあくまで「式部卿宮」が原型であって、「兵部卿宮」となっているものは改変した形態であろうとした。また、「このような現象が生じたのは巻序・年立の上では少女巻より前になる蓬生巻が巻序・年立とは逆に少女巻より後に成立したためである」として玉鬘系後記挿入説の根拠の一つに挙げる見解も存在するが、玉上琢弥は「仮に蓬生巻が後補の巻だとしても、そのような巻を書き加えるに当たって登場人物の官職や呼称の変遷に注意を払わず矛盾することになるような巻を書き加えるようなことをするだろうか」と疑問を示している。このような状況の中で、本「東久邇宮家旧蔵本源氏物語」や本写本と同様に近年になって初めて学術的調査が行われた大正大学本のようなこの部分が「兵部卿宮」となっており矛盾が存在しない写本がいくつか発見されており、浜口俊裕はこの部分を「兵部卿宮」としている本写本のような本文を、「従来の疑問が氷解する適正な本文である」としている。ただしこのような他の巻の記述との整合性を調べる方法による本文の質の判断については、阿部秋生は多くの写本で複雑な異なりの様相を見せる夕霧巻の巻末に記されている夕霧の子供の順序や母親の異なりについて、他の巻の記述との整合性の有無を元に本文の質の良し悪しを論じることの問題を指摘している。